# Julien Maitron
Julien Maitron, fue un ciclista francés, nacido el 20 de febrero de 1881 en Dompierre-sur-Nièvre, Francia, siendo su data de defunción el 8 de octubre de 1972 en Tourriers, Francia.

## Palmarés
1907
- 2º París-Honfleur

1909
- París-Calais
- 2º Imola-Piacenza-Imola

## Resultados en el Tour de Francia
Durante su carrera deportiva ha conseguido los siguientes puestos en el Tour de Francia:
| Carrera         | 1904 | 1905 | 1906 | 1907 | 1908 | 1909 | 1910 | 1911 | 1912 |
| --------------- | ---- | ---- | ---- | ---- | ---- | ---- | ---- | ---- | ---- |
| Tour de Francia | 5º   | 9º   | -    | Ab.  | Ab.  | 11º  | 9º   | 14º  | 27º  |